# Assedio di Tessalonica (676-678)
L'assedio di Tessalonica del 676–678 è stato un tentativo delle tribù slave locali di espugnare la città bizantina di Tessalonica, approfittando del fatto che l'Impero bizantino fosse ancora intento a respingere il primo assedio arabo di Costantinopoli. Gli avvenimenti dell'assedio sono descritti nel secondo libro dei Miracoli di San Demetrio.

## Contesto storico
Sotto il regno di Giustiniano I (r. 527-565), tribù slave (Sclaveni) erano già apparse alla frontiera danubiana dell'Impero bizantino. Nei decenni successivi, sferrarono incursioni in Tracia e nell'Illyricum, pur servendo talvolta come mercenari nell'esercito bizantino. A partire dagli anni sessanta del VI secolo, le comunità slave finirono sotto il controllo dell'appena fondato Khaganato degli Avari. Le incursioni diventarono di scala maggiore e portarono alla formazione di insediamenti permanenti, anche a causa dell'abilità degli Avari di espugnare città fortificate, comportando la perdita di controllo imperiale sulle aree circostanti. Mentre i Bizantini erano impegnati in Oriente contro i Persiani, gli anni ottanta del VI secolo videro incursioni sempre più profonde e distruttive nei Balcani, persino in Grecia meridionale. Lo stesso periodo vide l'inizio di un insediamento slavo a larga scala nell'entroterra balcanico. Dopo aver stipulato la pace con la Persia, l'Imperatore Maurizio fu in grado di sferrare una serie di contrattacchi che respinsero gli Avari e i loro alleati Slavi, ma i risultati positivi ottenuti ebbero breve durata: in seguito all'usurpazione di Foca nel 602, e l'inizio di un'ulteriore, e ancora più catastrofica, guerra con la Persia, i Balcani furono lasciati privi di difesa, e la frontiera danubiana collassò definitivamente, invasa dagli Avari e dalle tribù slave, che si insediarono nella regione.
A partire dagli anni dieci del VII secolo, la città di Tessalonica era circondata da grandi insediamenti slavi, venendo ridotta, secondo lo storico John Van Antwerp Fine Jr., a "virtualmente un'isola romana in un mare slavo". Il primo libro dei Miracoli di San Demetrio attesta i tentativi degli Slavi di conquistare la città in quell'epoca, prima un attacco senza successo del capo slavo Chatzon intorno al 615, poi un assedio fallimentare degli Avari e degli Slavi nel 617. Entro la metà del VII secolo, insediamenti slavi potenti (Sclaviniae) erano stati stabiliti nei Balcani nei territori sottratti al controllo bizantino. L'unica reazione imperiale arrivò nel 658, allorquando l'imperatore Costante II condusse una campagna in Tracia, portando molte Sclaviniae sotto il controllo imperiale, e reinsediando molti Slavi in Asia Minore.

## Casus belli

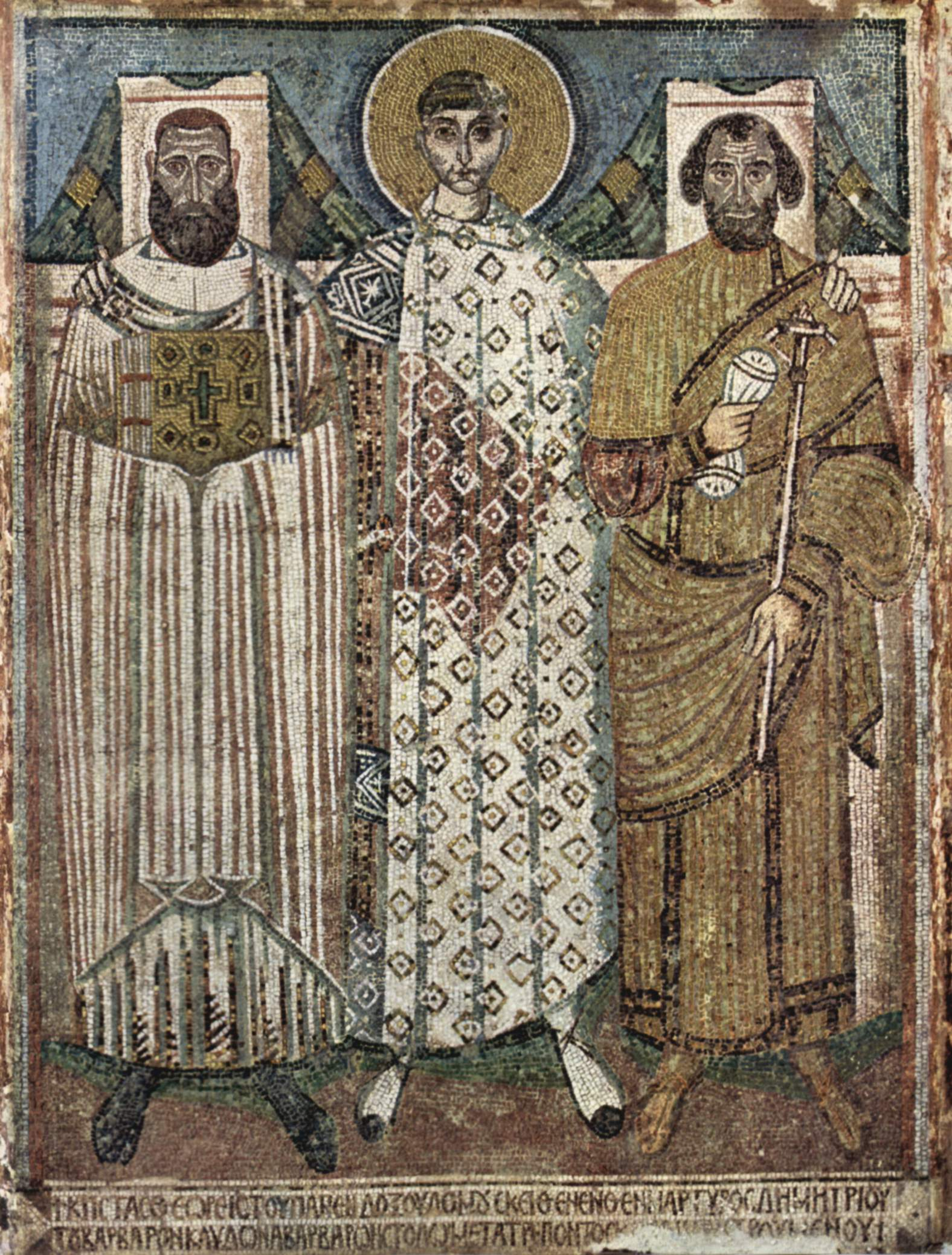
Mosaico del VII secolo dalla Cattedrale di San Demetrio a Tessalonica (odierna Salonicco), raffigurante il santo in compagnia dell'arcivescovo cittadino (a sinistra) e dell'eparca (a destra)

Il secondo libro dei Miracoli di San Demetrio menziona Perbundo (Perboundos in greco), il "re dei Rhynchinoi", descrivendolo come un sovrano potente, sufficientemente assimilato da poter parlare il greco, e che aveva relazioni strette con Tessalonica al punto di avere una residenza lì, e vestiva persino in stile bizantino. Secondo i Miracoli, la pace esistente tra gli Slavi e i Bizantini cessò allorquando l'innominato eparca bizantino di Tessalonica fu informato che Perbundo pianificava un attacco alla città. L'eparca riferì ciò all'imperatore bizantino, che ordinò l'arresto di Perbundo. Dopo aver informato gli anziani della città, l'eparca fece arrestare Perbundo durante la sua permanenza in città, lo mise in catene e lo inviò nella capitale bizantina, Costantinopoli.
I Rhynchinoi, insieme a una tribù slava insediata nella limitrofa valle dello Strymon, i Strymonitai, furono gravemente contrariati dall'arresto di Perbundo. Su loro richiesta, una delegazione congiunta comprendente inviati di Tessalonica si recò a Costantinopoli per intercedere sul suo conto — un avvenimento unico, secondo il bizantinista Paul Lemerle, che illustra le relazioni sorprendentemente strette e amichevoli tra la città bizantina e i suoi vicini "barbari". La formulazione delle frasi dei Miracoli rende chiaro che Perbundo era colpevole di alcune trasgressioni, dato che l'ambasceria fu inviata per richiedere clemenza ma non l'assoluzione. L'imperatore, che era nel mezzo di preparativi di guerra con gli Arabi, promise di liberare Perbundo non appena terminata la guerra. Gli inviati rimasero apparentemente soddisfatti della risposta, e tornarono a casa; l'agitazione tra gli Slavi si placò per il momento. Gli avvenimenti successivi provarono che i sospetti dell'eparca erano ben fondati. Perbundo riuscì a fuggire con l'aiuto di un interprete imperiale incaricato degli affari riguardanti le tribù slave. Una caccia all'uomo a larga scala fu sferrata contro Perbundo, e i timori di un imminente assalto slavo a Tessalonica spinsero l'imperatore a inviare un veloce dromone per avvertire la città e istruire i suoi governanti a prendere precauzioni e munirsi di provviste in caso di assedio. Dopo quaranta giorni Perbundo fu trovato nascosto nella tenuta dell'interprete nei pressi di Bizye. L'interprete fu giustiziato, ma Perbundo tornò prigioniero a Costantinopoli, come in precedenza. Dopo un ulteriore tentativo fallito di fuga, proclamò pubblicamente la sua intenzione di istigare alla rivolta tutte le tribù slave e di espugnare Tessalonica. In seguito alla sua confessione, fu giustiziato.

## Assedio
Al ricevere la notizia dell'esecuzione di Perbundo, i Rhynchinoi si rivoltarono, e a loro si unirono i Strymonitai e un'altra tribù limitrofa, i Sagoudatai. Molte altre tribù slave, tuttavia, non si unirono alla rivolta, e alcune, come Belegezitai, si mostrarono addirittura disposte ad assistere i tessalonicesi.

### Blocco e carestia a Tessalonica
Questa lega slava bloccò Tessalonica per terra e devastò i suoi dintorni, con ogni tribù a cui venne assegnata una specifica area: gli Strymonitai attaccarono da est e da nord, i Rhynchinoi da sud, e gli Sagoudatai da ovest. Tre o quattro incursioni vennero lanciate ogni giorno, sia per terra che per mare, per due anni; tutto il bestiame fu portato via, l'agricoltura cessò, e i traffici marittimi cessarono. Tutti coloro che si avventuravano fuori dalle mura cittadine probabilmente veniva ucciso o catturato. Lo storico Florin Curta commenta che gli Slavi "sembrano meglio organizzati rispetto a qualunque degli assedi precedenti, con un'armata di unità speciali di arcieri e guerrieri armati con frombole, lance, scudi, e spade".
La città non poteva contare su aiuti se non modesti dall'imperatore, che di fronte alla minaccia araba non poteva inviare truppe in soccorso di Tessalonica. La situazione fu resa ancora peggiore dalle autorità cittadine, che permisero che il grano conservato nei granai, in seguito alle istruzioni dell'imperatore, fosse venduto alle navi estere al porto, al prezzo di un nomisma per ogni sette modii, appena un giorno prima l'inizio del blocco. L'autore anonimo dei Miracoli è molto critico nei confronti delle élite commerciali e civiche per la loro avidità e negligenza, che portò alla rapida diffusione della carestia all'interno della città. Esasperata dalla mancanza di acqua, la carestia provocò enormi sofferenze agli abitanti, descritte in dettaglio nel testo dei Miracoli.
La situazione divenne così critica che molti tessalonicesi defezionarono in favore degli assedianti, che a loro volta, non fidandosi di così tanti Bizantini tra loro, li vendettero come schiavi ad altre tribù slave nell'entroterra balcanico; fu solo dopo la fuga di alcuni di questi schiavi, che tornati a Tessalonica riferirono le loro sofferenze, che le defezioni cessarono. Nello stesso contesto, ma di sfuggita, l'autore menziona il tradimento di una parte degli Slavi a nord della città, che, anche se sembravano intenzionati a commerciare con la città, massacrarono "il fiore dei nostri più valorosi concittadini". Il significato esatto di questo brano non è chiaro; potrebbe indicare un'operazione militare fallita ad opera degli assediati, o il massacro di un gruppo di disertori che avevano tentato di tornare in città, ma indica anche che almeno una parte degli assedianti (probabilmente, a giudicare dalla loro locazione, appartenenti agli Strymonitai) intrattenevano relazioni con la città, e che il blocco non era interamente impenetrabile.

### Arrivo dello squadrone bizantino e il grande assalto slavo

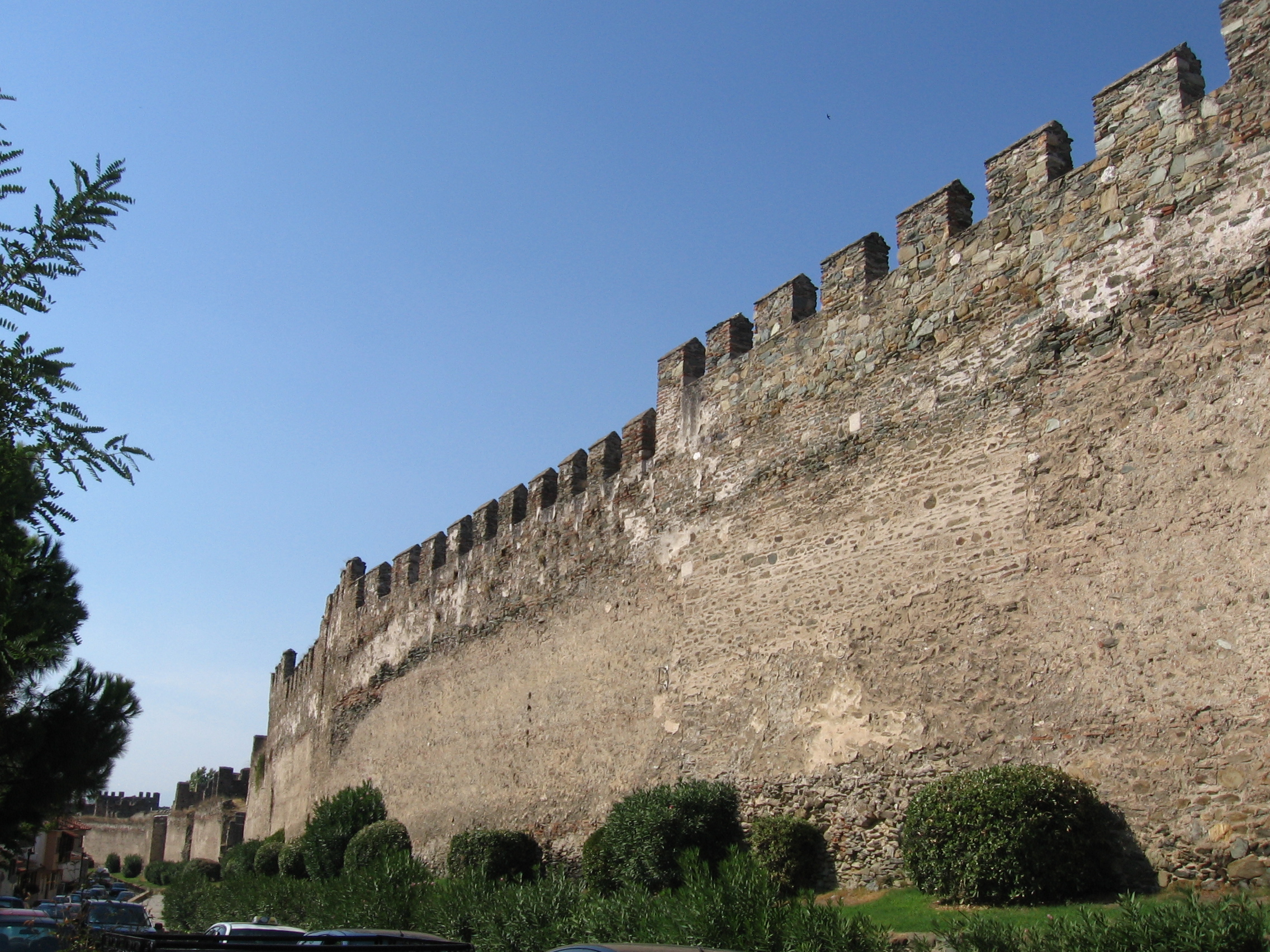
Le mura bizantine di Tessalonica

Qualche sollievo fu fornito dall'arrivo di uno squadrone di dieci navi da trasporto armate, tutto quello che l'imperatore poteva inviare al momento in soccorso di Tessalonica, in quanto era impegnato "nell'altra guerra" con gli Arabi. Tuttavia, secondo l'autore dei Miracoli, i marinai approfittarono dei tessalonicesi, e vendettero loro il grano a prezzi altamente inflazionati, mentre le autorità li usarono come manodopera per cercare ogni riserva nascosta di grano nella città. I nuovi arrivati non furono sufficienti per impedire agli Slavi di operare liberamente nei dintorni della città; chiunque si fosse avventurato al di fuori delle mura cittadine, per terra o per mare, alla ricerca di cibo era in pericolo di essere attaccato. Di conseguenza, un'assemblea di cittadini e il concilio locale decisero di inviare i dieci vascelli, con qualunque natante potesse essere trovato in città, dotato da un equipaggio composto dai cittadini più vigorosi, per ottenere cibo dai Belegezitai, che erano insediati sulle coste del Golfo Pagaseo in Tessaglia.
La loro assenza fu notata e gli Slavi decisero di approfittare dell'assenza di così tanti difensori per assaltare la città. Chiesero l'assistenza dei Drougoubitai, una grande tribù, o confederazione di tribù, insediata a nordovest di Tessalonica, che era in grado di fabbricare macchine da assedio. La portata della partecipazione dei Drougoubitai all'assedio non è chiara; secondo Lemerle, essi probabilmente fornirono solo le macchine di assedio e forse i loro equipaggi. Rinforzati in questo modo, gli Slavi sferrarono l'attacco decisivo il 25 luglio "della quinta indizione".
Secondo il racconto dei Miracoli, il primo intervento miracoloso di San Demetrio arrestò i Strymonitai e li fece tornare indietro a tre miglia dalle mura cittadine; la ragione di questa defezione è ignota, ma lasciò solo i Rhynchinoi e gli Sagoudatai a portare avanti l'assalto. Data la natura agiografica dei Miracoli, e dell'uso di topoi letterari comuni, estrapolare dettagli sul combattimento dal racconto è difficoltoso; certamente le macchine d'assedio fornite dai Drougoubitai non sono menzionate come rivestenti un particolare ruolo negli eventi. Per tre giorni, dal 25 al 27 luglio, gli Slavi sferrarono assalti alle mura cittadine ma furono respinti ogni volta dai difensori, con l'aiuto, secondo almeno i Miracoli, di San Demetrio in persona, che sarebbe intervenuto numerose volte per respingere gli assalti. La fonte sostiene che il santo sarebbe apparso in persona, in piedi e portando un bastone, per respingere un attacco dei Drougoubitai contro un luogo chiamato Arktos—un evento che alcuni commentatori moderni hanno interpretato indicare che gli Slavi fossero riusciti a penetrare in città. La sera del 27, gli Slavi levarono l'assedio e si ritirarono, portando con sé i loro caduti, ma abbandonando le macchine da assedio, che furono portate dai tessalonicesi in città. Alcuni giorni dopo, la spedizione inviata in Tessaglia ritornò, carica di grano e di vegetali essiccati.

### Intervento imperiale e fine del blocco
Nonostante il fallimento dell'assalto e il rifornimento di provviste della città, gli Slavi continuarono il loro blocco e le loro incursioni, facendo imboscate intorno alla città, ma la loro pressione sulla città si alleggerì alquanto. La loro attenzione ora si concentrava al mare, e attaccarono navi mercantili provenienti dal mare, usando non solo i primitivi monoxyla, ma vere navi, in grado di navigare in mare aperto. Con esse sferrarono incursioni per l'Egeo settentrionale, penetrando persino per i Dardanelli e raggiungendo il Prokonnesos nel Mar di Marmara.
Tutto ciò durò finché l'imperatore, sgravato dalle altre preoccupazioni, ordinò alla sua armata di marciare contro gli Slavi (solo gli Strymonitai sono menzionati per nome da questo momento in poi) attraverso la Tracia. Lemerle pone l'accento sull'assenza sorprendente di ordini similari alla marina, data la recente attività piratesca degli Slavi, ma considera che l'obbiettivo della spedizione era di risolvere il problema alla radice, colpendo gli insediamenti delle tribù responsabili. Gli Strymonitai, che avevano ricevuto notizie delle intenzioni dell'imperatore, ebbero tempo sufficiente a preparare la loro difesa, occupando passi e altre posizioni strategiche e chiedendo l'aiuto di altre tribù. Nonostante ciò furono sconfitti dalle truppe imperiali e costretti alla fuga; persino gli insediamenti prossimi a Tessalonica furono abbandonati, in quanto gli Slavi cercarono rifugio verso l'interno. Gli affamati tessalonicesi, comprese le disarmate donne e fanciulli, ne approfittarono per saccheggiare gli insediamenti slavi vicini alla ricerca di cibo. L'imperatore inviò inoltre una flotta carica di grano scortata da navi da guerra, trasportanti 60 000 misure di grano destinate alla città, mossa considerata da Lemerle un'eloquente testimonianza della rinnovata abilità del governo centrale bizantino di intervenire decisamente nei Balcani una volta passato il pericolo arabo. In seguito a ciò, gli Slavi chiesero negoziazioni di pace, il cui esito non è riportato.

## Questioni di cronologia

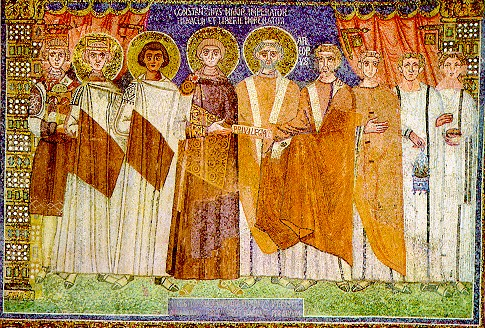
L'imperatore Costantino IV e il suo seguito, mosaico nella basilica di Sant'Apollinare in Classe, Ravenna

I Miracoli non menzionano date specifiche a parte la "quinta indizione", portando alle speculazioni degli studiosi moderni sulla datazione di questi eventi. Alcuni studiosi accolsero la proposta dello storico austriaco del XIX secolo T. L. Tafel, che collocò gli avvenimenti nel 634, ma l'imperatore allora regnante, Eraclio I (r. 610-641) non si trovava all'epoca a Costantinopoli, né il conflitto con gli Arabi era ancora cominciato. Hélène Antoniades-Bibicou e Halina Evert-Kappesova hanno proposto una differente ricostruzione, con l'arresto di Perbundo collocato nel 644, seguito dal biennale assedio di Tessalonica, con il grande assalto slavo alla "quinta indizione" datato al 647, seguito da una campagna imperiale contro gli Strymonitai nel 648/649. Charles Diehl e altri hanno identificato quest'ultima con la campagna di Costante II nel 657–658; Henri Grégoire ha proposto il 692 come data dell'assalto generale, ma il problema è che i Bizantini e gli Arabi erano in pace negli anni antecedenti. Un'altra teoria, sostenuta da Francis Dvornik e da Konstantin Jireček tra gli altri, ha identificato la campagna alla fine dell'assedio con la spedizione sferrata da Giustiniano II (r. 685-695 e 705-711) nel 687/688, allorquando l'imperatore in persona condusse una campagna attraverso la Tracia e la Macedonia fino a Tessalonica, ripristinando così la connessione via terra tra quest'ultima e Costantinopoli. Questa ipotesi collocherebbe l'assedio negli anni 685–687, ma ancora una volta, questi anni corrispondevano a un periodo di pace con gli Arabi.
La cronologia accettata oggi dalla maggior parte degli studiosi è quella stabilita da Paul Lemerle nella sua edizione critica dei Miracoli, che prende in considerazione diversi fattori: il grande tempo trascorso dai precedenti assedi slavi, come si può dedurre dalla narrazione, porta ad escludere le datazioni troppo antiche; l'imperatore regnante durante l'assedio era lo stesso di quello regnante all'epoca della compilazione del racconto, il che esclude Giustiniano II, poiché il suo arrivo in persona a Tessalonica sarebbe stato menzionato dall'autore; e la preoccupazione dell'imperatore per un conflitto con gli Arabi, il che esclude il 662, allorquando gli Arabi erano in pace con Bisanzio a causa della Prima Fitna. Queste considerazioni lasciano il 676/677, quando i Bizantini sotto Costantino IV (r. 668-685) dovettero fronteggiare un immenso attacco sferrato dal Califfato umayyade nel 671/672, che culminò nell'assedio di Costantinopoli nel 674–678, come l'unica "quinta indizione" in accordo con tutti i fatti descritti nella fonte. La cronologia ricostruita proposta da Lemerle colloca l'arresto e l'esecuzione di Perbundo intorno ai primi mesi del 676, con la coalizione slava che cominciò l'assedio nell'estate 676 e il grande assalto contro Tessalonica datato al luglio 677. La spedizione imperiale contro gli Strymonitai, e l'abbandono dell'assedio, ebbero luogo nell'estate 678, in seguito alla distruzione della flotta araba e la fine della minaccia araba su Costantinopoli. Lo studioso greco Andreas Stratos propone un intervallo temporale ancora più lungo, con la questione di Perbundo datata intorno al 672–674, la sua esecuzione collocata nel 674/675, proprio nel momento in cui cominciò l'assedio arabo, seguito dall'inizio degli attacchi slavi su Tessalonica nel 675. Per il resto, segue anch'egli la cronologia di Lemerle.